# خوسيه سانتانا
خوسيه سانتانا (بالبرتغالية: José Manuel Guerreiro Santana‏) هو لاعب كاراتيه برتغالي، ولد في 17 مايو 1957 في لشبونة في البرتغال.